# Classe Boracay
Ocea FPB 72
La classe Boracay  est une série de quatre patrouilleurs construite  par le chantier naval Ocea, Les Sables-d'Olonne en France, sur la base du Ocea FPB 72 (Ocea Fast Boat Patrol 72) pour la Garde côtière philippine (PCG). Les patrouilleurs de classe Boracay sont officiellement classés comme bateaux de patrouille rapides (FPB).

## Unités
| Nom             | N° coque | Photo | Lancement       | Mis en service  |
| --------------- | -------- | ----- | --------------- | --------------- |
| BRP Boracay     | FPB-2401 |       | 25 avril 2018   | 15 octobre 2018 |
| BRP Panglao     | FPB-2402 |       | 4 juin 2018     | 15 octobre 2018 |
| BRP Malamawi    | FPB-2403 |       | 10 juillet 2018 | 16 janvier 2019 |
| BRP Kalanggaman | FPB-2404 |       | 13 août 2018    | 16 janvier 2019 |